# Brigantine
Brigantine és una població dels Estats Units a l'estat de Nova Jersey. Segons el cens del 2008 tenia 12.647 habitants.

## Demografia
Segons el cens del 2000, Brigantine tenia 12.594 habitants, 5.473 habitatges, i 3.338 famílies. La densitat de població era de 756,2 habitants/km².
Dels 5.473 habitatges en un 24% hi vivien nens de menys de 18 anys, en un 44,9% hi vivien parelles casades, en un 11,7% dones solteres, i en un 39% no eren unitats familiars. En el 30,7% dels habitatges hi vivien persones soles el 9,9% de les quals corresponia a persones de 65 anys o més que vivien soles. El nombre mitjà de persones vivint en cada habitatge era de 2,3 i el nombre mitjà de persones que vivien en cada família era de 2,89.
Per edats la població es repartia de la següent manera: un 20,8% tenia menys de 18 anys, un 5,8% entre 18 i 24, un 30,9% entre 25 i 44, un 25,9% de 45 a 60 i un 16,6% 65 anys o més.
L'edat mediana era de 41 anys. Per cada 100 dones de 18 o més anys hi havia 92,4 homes.
La renda mediana per habitatge era de 44.639 $ i la renda mediana per família de 51.679 $. Els homes tenien una renda mediana de 40.523 $ mentre que les dones 29.779 $. La renda per capita de la població era de 23.950 $. Aproximadament el 7,6% de les famílies i el 9,4% de la població estaven per davall del llindar de pobresa.

## Poblacions més properes
El següent diagrama mostra les poblacions més properes.